# Zosterops
Genre
Le genre Zosterops comprend 110 espèces de passereaux caractéristiques des zones afrotropicale, orientale et australasienne. Il représente la majeure partie de la famille des Zosteropidae. Il est notamment connu par sa radiation très rapide au cours des deux derniers millions d'années.

## Dénomination
Le nom Zostérops est issu du grec ζωστήρ (zoster) signifiant « ceinture » et ὤψ (ops) signifiant « œil », en référence au cercle blanc qui entoure les yeux de la plupart des oiseaux de cette famille.

## Description
Les zostérops représentent une catégorie assez diverse, mais présentant une relativement faible variabilité morphologique. Ils sont plutôt petits, mesurant typiquement une dizaine de centimètres pour un poids d'une dizaine de grammes. La plupart des espèces sont de couleur vert-olive sur le dessus et gris sur le dessous ; on retrouve également du jaune (en particulier sur les espèces continentales) ou du marron (typiquement chez les espèces insulaires). Leur caractéristique principale (partagée avec la famille des Zosteropidae) est le cercle oculaire blanc qui entoure les yeux de la grande majorité des espèces de zostérops (bien que certaines espèces en soient dépourvu) ; celui-ci a en revanche une taille assez variable.

## Répartition
Les zostérops sont répandus en Asie du Sud-Est (incluant l'Inde, l'est de la Chine et le Japon), en Indonésie, en Océanie et en Afrique subsaharienne. On le trouve sur de nombreuses îles, notamment dans l'Océan Indien, l'ouest du Pacifique et le golfe de Guinée.

## Écologie et comportement
Les zostérops sont globalement des oiseaux assez sociaux, qui forment généralement de larges bandes en dehors de la saison de reproduction. Ils peuvent être assez bruyants, bien que leur chant soit rarement complexe.
Ils sont plutôt généralistes, préférant généralement les insectes mais consommant également des baies et du nectar.

## Systématique
Le genre Zosterops a été décrit pour la première fois Nicholas Aylward Vigors et Thomas Horsfield en 1827.
Il représente la majeure partie de la famille des Zosteropidae. La place et l'étendue de cette famille n'ont été proprement définies que récemment à l'aide d'études phylogénétiques ; les zostérops ont longuement été considérés comme proches des Nectariniidae et des Meliphagidae, en raison de leur propension à se nourrir de nectar ; les études montrent en réalité une certaine proximité avec les fauvettes et les cisticoles, ainsi que les Timaliidae.
La taxonomie des zostérops est toujours en pleine évolution, de nombreuses études récentes permettant d'élucider les relations précises entre les différentes espèces et sous-espèces du genre, conduisant régulièrement à la séparation de nouvelles espèces. En effet, la faible variabilité de ses espèces rend difficile l'identification de leur parenté en fonction de leur morphologie.
La majorité de l'histoire évolutive du genre est relativement récente, ayant essentiellement eu lieu dans les deux derniers millions d'années ; son rythme de spéciation sur cette période est sensiblement plus élevé que celui des autres familles d'oiseaux (ou même d'autres vertébrés), ce qui lui vaut généralement le surnom de « grand spéciateur ». Cette diversité serait le fruit d'importantes capacités de dispersion, lui ayant permis de se répandre rapidement et de coloniser de nombreuses îles. 
Cette radiation est par exemple visible chez les espèces de l'Océan Indien, qui sont issues de deux vagues de colonisation différentes (datant respectivement de 1,8 et 1,2 millions d'années), résultant par exemple en la présence de deux espèces différentes sur une même île (par exemple le Zostérops de Maurice et le Zostérops gris de Maurice).

Taxonomie simplifiée des zostérops de l'Océan Indien:
|  | Zostérops d'Afrique proches de Z. kikuyuensis                                                                                          |
|  | |
|  | \| \| Zostérops de l'Océan Indien (groupe maderaspatanus) \| \| \| \| \| \| Zostérops d'Afrique proches de Z. senegalensis \| \| \| \| |
|  | |
|  | Zostérops de l'Océan Indien (groupe maderaspatanus)                                                                                    |
|  | |
|  | Zostérops d'Afrique proches de Z. senegalensis                                                                                         |
|  | |

|  | Zostérops de l'Océan Indien (groupe maderaspatanus) |
|  |                                                     |
|  | Zostérops d'Afrique proches de Z. senegalensis      |
|  |                                                     |

|  | Zostérops d'Afrique proches de Z. kikuyuensis                                                                                          |
|  | |
|  | \| \| Zostérops de l'Océan Indien (groupe maderaspatanus) \| \| \| \| \| \| Zostérops d'Afrique proches de Z. senegalensis \| \| \| \| |
|  | |
|  | Zostérops de l'Océan Indien (groupe maderaspatanus)                                                                                    |
|  | |
|  | Zostérops d'Afrique proches de Z. senegalensis                                                                                         |
|  | |

|  | Zostérops de l'Océan Indien (groupe maderaspatanus) |
|  |                                                     |
|  | Zostérops d'Afrique proches de Z. senegalensis      |
|  |                                                     |

|  | Zostérops d'Afrique proches de Z. kikuyuensis                                                                                          |
|  | |
|  | \| \| Zostérops de l'Océan Indien (groupe maderaspatanus) \| \| \| \| \| \| Zostérops d'Afrique proches de Z. senegalensis \| \| \| \| |
|  | |
|  | Zostérops de l'Océan Indien (groupe maderaspatanus)                                                                                    |
|  | |
|  | Zostérops d'Afrique proches de Z. senegalensis                                                                                         |
|  | |

|  | Zostérops de l'Océan Indien (groupe maderaspatanus) |
|  |                                                     |
|  | Zostérops d'Afrique proches de Z. senegalensis      |
|  |                                                     |

|  | Zostérops d'Afrique proches de Z. kikuyuensis                                                                                          |
|  | |
|  | \| \| Zostérops de l'Océan Indien (groupe maderaspatanus) \| \| \| \| \| \| Zostérops d'Afrique proches de Z. senegalensis \| \| \| \| |
|  | |
|  | Zostérops de l'Océan Indien (groupe maderaspatanus)                                                                                    |
|  | |
|  | Zostérops d'Afrique proches de Z. senegalensis                                                                                         |
|  | |

|  | Zostérops de l'Océan Indien (groupe maderaspatanus) |
|  |                                                     |
|  | Zostérops d'Afrique proches de Z. senegalensis      |
|  |                                                     |

La taxonomie de la famille des Zosteropidae est plus globalement sujette à de nombreuses évolutions ; par exemple, le genre Speirops, qui regroupait plusieurs espèces « aberrantes » de zostérops, a été intégré dans Zosterops après qu'une étude phylogénétique ait identifié une forte séparation entre les membres du genre. Les genres Woodfordia et Chlorocharis ont connu des développements similaires en 2009, tout comme Rukia en 2000.

### Liste des espèces
D'après la classification de référence (version 14.2, 2024) du Congrès ornithologique international (ordre phylogénique) :
- Zosterops ceylonensis – Zostérops de Ceylan
- Zosterops nigrorum – Zostérops jaunâtre
- Zosterops atricapilla – Zostérops à calotte noire
- Zosterops abyssinicus – Zostérops d'Abyssinie
- Zosterops flavilateralis – Zostérops à flancs jaunes
- Zosterops mbuluensis – Zostérops du Mbulu
- Zosterops erythropleurus – Zostérops à flancs marron
- Zosterops simplex – Zostérops de Swinhoe
- Zosterops emiliae – Zostérops à lunettes noires
- Zosterops japonicus – Zostérops du Japon
- Zosterops palpebrosus – Zostérops oriental
- Zosterops meyeni – Zostérops des Philippines
- †Zosterops semiflavus – Zostérops de Marianne
- Zosterops mouroniensis – Zostérops du Karthala
- Zosterops olivaceus – Zostérops de la Réunion
- Zosterops chloronothos – Zostérops de Maurice
- Zosterops borbonicus – Zostérops gris de la Réunion
- Zosterops mauritianus – Zostérops gris de Maurice
- Zosterops melanocephalus – Zostérops du Cameroun
- Zosterops stenocricotus – Zostérops forestier
- Zosterops stuhlmanni – Zostérops de Stuhlmann
- Zosterops eurycricotus – Zostérops du Kilimandjaro
- Zosterops brunneus – Zostérops de Fernando Po
- Zosterops poliogastrus – Zostérops alticole
- Zosterops kaffensis – Zostérops du Kaffa
- Zosterops kikuyuensis – Zostérops du Kikuyu
- Zosterops socotranus – Zostérops de Socotra
- Zosterops ficedulinus – Zostérops becfigue
- Zosterops griseovirescens – Zostérops d'Annobon
- Zosterops feae – Zostérops de Fea
- Zosterops lugubris – Zostérops de Sao Tomé
- Zosterops leucophaeus – Zostérops de Principé
- Zosterops silvanus – Zostérops des Teita
- Zosterops senegalensis – Zostérops jaune
- Zosterops kasaikus – Zostérops d'Angola
- Zosterops pallidus – Zostérops de Swainson
- Zosterops winifredae – Zostérops des Pare
- Zosterops virens – Zostérops du Cap
- Zosterops anderssoni – Zostérops d'Andersson
- Zosterops vaughani – Zostérops de Pemba
- Zosterops modestus – Zostérops des Seychelles
- Zosterops anjuanensis – Zostérops d'Anjouan
- Zosterops aldabrensis – Zostérops d'Aldabra
- Zosterops kirki – Zostérops de Kirk
- Zosterops comorensis – Zostérops de Mohéli
- Zosterops mayottensis – Zostérops de Mayotte
- Zosterops maderaspatanus – Zostérops malgache
- Zosterops meratusensis – Zostérops des Meratus
- Zosterops chloris – Zostérops à ventre citron
- Zosterops flavissimus – Zostérops de Wakatobi
- Zosterops atrifrons – Zostérops à front noir
- Zosterops nehrkorni – Zostérops de Sangihe
- Zosterops consobrinorum – Zostérops à ventre pâle
- Zosterops somadikartai – Zostérops des Togian
- Zosterops anomalus – Zostérops à gorge citron
- Zosterops minor – Zostérops mineur
- Zosterops chrysolaemus – Zostérops de Salvadori
- Zosterops meeki – Zostérops à gorge blanche
- Zosterops dehaani – Zostérops de Morotai
- Zosterops atriceps – Zostérops à gorge crème
- Zosterops buruensis – Zostérops de Buru
- Zosterops stalkeri – Zostérops de Céram
- Zosterops flavus – Zostérops flavescent
- Zosterops citrinella – Zostérops pâle
- Zosterops luteus – Zostérops à ventre jaune
- Zosterops lateralis – Zostérops à dos gris
- Zosterops auriventer – Zostérops de Hume
- Zosterops melanurus – Zostérops à queue noire
- Zosterops everetti – Zostérops d'Everett
- Zosterops vellalavella – Zostérops de Vella Lavella
- Zosterops sanctaecrucis – Zostérops de Santa Cruz
- Zosterops fuscicapilla – Zostérops mitré
- Zosterops crookshanki – Zostérops de Crookshank
- Zosterops flavifrons – Zostérops à front jaune
- Zosterops superciliosus – Zostérops de Woodford
- Zosterops lacertosus – Zostérops de Sanford
- Zosterops gibbsi – Zostérops de Vanikoro
- Zosterops explorator – Zostérops des Fidji
- Zosterops hypoxanthus – Zostérops des Bismarck
- Zosterops mysorensis – Zostérops de Biak
- Zosterops hamlini – Zostérops de Hamlin
- Zosterops oblitus – Zostérops de Guadalcanal
- Zosterops rendovae – Zostérops à gorge grise
- Zosterops oleagineus – Zostérops de Yap
- Zosterops finschii – Zostérops de Finsch
- Zosterops ponapensis – Zostérops gris-brun
- Zosterops cinereus – Zostérops cendré
- Zosterops rotensis – Zostérops de Rota
- Zosterops metcalfii – Zostérops à gorge jaune
- Zosterops stresemanni – Zostérops de Malaita
- Zosterops novaeguineae – Zostérops de Nouvelle-Guinée
- Zosterops kuehni – Zostérops d'Amboine
- Zosterops grayi – Zostérops de Grande Kaï
- Zosterops luteirostris – Zostérops de Gizo
- Zosterops uropygialis – Zostérops de Petite Kaï
- Zosterops splendidus – Zostérops de Ganongga
- Zosterops kulambangrae – Zostérops des Salomon
- Zosterops tetiparius – Zostérops de Tetepare
- Zosterops natalis – Zostérops de Christmas
- Zosterops conspicillatus – Zostérops bridé
- Zosterops semperi – Zostérops de Semper
- Zosterops hypolais – Zostérops hypolaïs
- Zosterops paruhbesar – Zostérops de Wangi-Wangi
- Zosterops griseotinctus – Zostérops des Louisiade
- Zosterops murphyi – Zostérops de Murphy
- Zosterops inornatus – Zostérops de Lifu
- †Zosterops albogularis – Zostérops à poitrine blanche
- Zosterops samoensis – Zostérops des Samoa
- †Zosterops strenuus – Zostérops robuste
- Zosterops tenuirostris – Zostérops à bec fin
- Zosterops minutus – Zostérops minute
- Zosterops xanthochroa – Zostérops à dos vert
- Zosterops rennellianus – Zostérops de Rennell

Parmi celles-ci, trois espèces sont éteintes :
- †Zosterops strenuus – Zostérops robuste
- †Zosterops albogularis – Zostérops à poitrine blanche
- †Zosterops semiflavus – Zostérops de Marianne